# 笠井友貴
笠井 友貴（かさい ゆき、1987年11月30日 - ）は、将棋のアマチュア選手。女流プロ公式戦への出場歴もあり。テレビにて解説聞き手役、対局者などとして出演。
長崎県出身。血液型B型。青雲高校卒業。東京大学教育学部卒業後、東京大学大学院法学政治学研究科法曹養成専攻コースに進学。

## 人物
小学1年のときに父親から将棋を教わる。腕を磨いた将棋道場は、深浦康市と同じ。地元の人達から「プロの世界は厳しいぞ」と言われたため、プロは目指さずアマチュアで指すことを小さいときから決めていた。
中学生時代から将棋の女子大会で多数の優勝をし、2007年、2008年には将棋女流アマ名人を2連覇。この将棋の功績で平成21年度第1回学生表彰「東京大学総長賞」を受賞。2009年には将棋の学生女流名人。
2009年1月放送の、新春お好み将棋対局「女流アマ名人！お手並み拝見」（NHK教育）に主役の対局者として出演。番組前半のペア将棋対局では深浦康市王位（当時）と組み、森下卓・熊倉紫野のペア（当時のNHK将棋講座のコンビ）に勝利。番組後半の佐藤康光との対局では飛車落ちで敗北。なお、熊倉は第34期（2002年）女流アマ名人戦決勝で笠井を破っており、当時は笠井が中学3年生、熊倉は中学2年生であった。ちなみに、熊倉は準決勝で当時小学5年の里見香奈を負かしている（トーナメント表）。
第1期（2008年度）マイナビ女子オープンに参加したときのインタビューで「ネット将棋のレーティングは2100点」と語っている。
詰将棋が好きで、月に1冊は詰将棋の書籍を買う。2008年1月2日放送の「大逆転将棋2008」では、“T-1（詰めワン）グランプリ”に出場し、加藤一二三九段らを抑えて出場5人中2位の成績を収める。
好きな棋士は深浦。「人柄に惹かれる」とのこと。また、深浦の息子の家庭教師をした。
将来の夢は、国際的な機関で教育に関わる仕事に携わること。

## テレビ出演
- 囲碁・将棋フォーカス（NHK教育、2011年4月 - 8月）隔週レギュラー、解説聞き手役
- えいごルーキーGABBY（NHK教育）2009年秋頃、ゲスト
- 新春お好み将棋対局「女流アマ名人！お手並み拝見」（NHK教育、2009年1月）
- 囲碁・将棋ジャーナル（NHK衛星第2テレビジョン、2008年）解説聞き手役

## 棋風
居飛車党で、得意戦法は角換わり。攻めの棋風。

## 女流プロ棋戦への出場棋歴

### 公式戦
マイナビ女子オープン
- 2008年度（第1期）予選1回戦敗退
- 2010年度（第3期）予選決勝敗退

女流王将戦
- 2009年度（第31期）本戦1回戦敗退 … 女流アマ名人として主催者推薦で本戦（ベスト8）から出場。

### 非公式戦
きしろ杯争奪関西女流メイショウ戦
- 2009年度（第4回）ベスト4進出 … 準決勝で里見香奈に敗れる。

## アマチュア将棋大会優勝
アマチュア大会は、優勝した大会のみを記す。

### 一般女性大会
女流アマ名人戦
2007年（第39期、東京代表）トーナメント表
2008年（第40期、東京代表）トーナメント表
歴代優勝者

### 学生大会
大学将棋
2009年（第30回）学生女流名人戦（東京大学4年）トーナメント表
歴代優勝者
全国高等学校将棋女子選抜大会
2005年（第9回、長崎代表・青雲高校2年）
歴代優勝者
全国高等学校将棋選手権大会
2003年（第39回・女子個人、青雲高校）
2004年（第40回・女子個人、青雲高校）
歴代優勝者
全国高校将棋新人大会
2004年（第12回・女子の部、青雲高校1年）
2005年（第13回・女子の部、青雲高校2年）
歴代優勝者
全国中学生選抜将棋選手権大会
2000年（第21回・女子）
2002年（第23回・女子）トーナメント表
歴代優勝者

### 団体戦
LPSA女子アマ将棋団体戦
2007年（第1回）Aクラス優勝 - チーム名 = 「合計体重0.2トン」（笠井友貴・相馬美咲・成田弥穂・泉對貴子・泉對直子）

## LPSA棋戦
1dayトーナメント
- 第16回（2008年9月15日・「GSPカップ」、アマチュアのみ8人出場）優勝